# Muzeum Pomnika Historii Frombork Zespół Katedralny
Muzeum Pomnika Historii Frombork Zespół Katedralny – muzeum we Fromborku, znajdujące się na Wzgórzu Katedralnym, prowadzone przez Archidiecezję warmińską w ramach pomnika historii „Frombork – zespół katedralny”.

## Historia
Zarządzeniem prezydenta Rzeczypospolitej Polskiej Lecha Wałęsy z 8 września 1994 zespół katedralny we Fromborku, z bazyliką archikatedralną Wniebowzięcia Najświętszej Maryi Panny i św. Andrzeja uznany został za pomnik historii. W dokumencie określono, że celem ochrony pomnika jest zachowanie, ze względu na wartości historyczne, przestrzenne oraz wartości niematerialne, XIV-wiecznego zespołu obronnego i katedralnego, związanego z osobą Mikołaja Kopernika.
5 października 2009 arcybiskup warmiński Wojciech Ziemba powołał Muzeum Archidiecezji Warmińskiej. W 2016 powołano Muzeum Pomnika Historii Frombork Zespół Katedralny, które jest kontynuatorem dotychczasowej działalności Muzeum Archidiecezji Warmińskiej. 
Dyrektorem muzeum jest archidiecezjalny konserwator zabytków, wykładowca Uniwersytetu Warmińsko-Mazurskiego w Olsztynie, ks. dr Jacek Wojtkowski.

## Udostępnienie
Muzeum udostępnia zwiedzającym bazylikę archikatedralną Wniebowzięcia Najświętszej Maryi Panny i św. Andrzeja, z grobem Mikołaja Kopernika oraz wieżę Radziejowskiego (dawną dzwonnicą), z której można podziwiać widok Fromborka i okolic. 
Pozostałe obiekty zespołu katedralnego – pałac biskupi oraz planetarium – udostępniane są do zwiedzania przez Muzeum Mikołaja Kopernika, mieszczące się również w zespole katedralnym.

## Festiwal organowy
Muzeum Pomnika Historii Frombork Zespół Katedralny razem z parafią archikatedralną Wniebowzięcia Najświętszej Maryi Panny i św. Andrzeja Apostoła, Muzeum Mikołaja Kopernika oraz miastem i gminą Frombork jest organizatorem Międzynarodowego Festiwalu Muzyki Organowej.